# Legendás kislemezek (Omega)
A Legendás kislemezek 1984-ben kiadott válogatás az Omega 1967-től 1971-ig megjelent kislemezeinek dalaiból.
Az album a CD-n nem, csak hanglemezen jelent meg, CD-n és kazettán bővített változatban, 1992-ben adták ki Az Omega összes kislemeze 1967–1971 címmel, amely címével ellentétben még mindig nem tartalmazza a jelölt időszak összes kislemezdalát, mivel a Ballada a fegyverkovács fiáról / Snuki című kislemez B-oldalán található Snuki és a Kiabálj, énekelj! című dalok kimaradtak az anyagból.

## Dalok
1. Megbántottál (Presser Gábor – Adamis Anna, S. Nagy István)
2. Azt mondta az anyukám (Presser Gábor – S. Nagy István)
3. Rózsafák (Presser Gábor – S. Nagy István)
4. Ismertem egy lányt (Presser Gábor – Adamis Anna)
5. Nem tilthatom meg (Presser Gábor – S. Nagy István)
6. Volt egy bohóc (Presser Gábor – Adamis Anna)
7. Régi csibészek (Presser Gábor – Adamis Anna)
8. Naplemente (Presser Gábor – Adamis Anna)
9. Ballada a fegyverkovács fiáról (Presser Gábor – Adamis Anna)
10. Sötét a város (Presser Gábor – Adamis Anna)
11. Ülök a hóban (Presser Gábor – Adamis Anna)
12. Hűtlen barátok (Mihály Tamás – Kóbor János)
13. 200 évvel az utolsó háború után (Molnár György – Kóbor János – Sülyi Péter)